# Euglossa polita
Euglossa polita là một loài Hymenoptera trong họ Apidae. Loài này được Ducke mô tả khoa học năm 1902.